# Смајер (Тексас)
Смајер (енгл. Smyer) град је у америчкој савезној држави Тексас. По попису становништва из 2010. у њему је живело 474 становника.

## Демографија
Према попису становништва из 2010. у граду је живело 474 становника, што је 6 (1,3%) становника мање него 2000. године.
| Група             | 2000.       | 2010.       |
| Белци             | 323 (67,3%) | 277 (58,4%) |
| Афроамериканци    | 10 (2,1%)   | 12 (2,5%)   |
| Азијати           | 0 (0,0%)    | 0 (0,0%)    |
| Хиспаноамериканци | 140 (29,2%) | 180 (38,0%) |
| Укупно            | 480         | 474         |